# Wolf 1061c
Wolf 1061c або WL 1061c — екзопланета на орбіті червоного карлика Вольф 1061 (V2306 Змієносця) — зорі в сузір'ї Змієносця на відстані 13,3 світлового року. Це друга планета в порядку від зірки, і має орбітальний період 17,9 дня.
Wolf 1061c класифікується як екзопланета супер-Земля, і має масу близько 4,3 земної маси. 1061c вважається планетою, де може бути вода і можливе життя земного типу. Відносна близькість Wolf 1061c до Землі викликає підвищений інтерес астрономів.
Цікаво, що навколо зірки Wolf 1061 обертаються три екзопланети з періодами 4,9, 17,9 і 67,2 доби і в 1,4, 4,3 і 5,2 рази відповідно важчі від Землі. Найближча до Wolf 1061 екзопланета — занадто гаряча для існування на ній життя, а найвіддаленіша — кам'яниста і розташована на краю зони населеності. Екзопланети зірки Wolf 1061 виявлені за допомогою спектрографа HARPS (High Accuracy Radial velocity Planet Searcher) і 3,6-метрового телескопа Обсерваторії Ла-Силья